# Wybory prezydenckie w Stanach Zjednoczonych w 1788 i 1789 roku
Wybory prezydenckie w Stanach Zjednoczonych w 1788 i 1789 – pierwsze wybory prezydenckie w historii Stanów Zjednoczonych. W ich wyniku wyłoniono pierwszego prezydenta Stanów Zjednoczonych. Był to nowy urząd, utworzony na mocy Konstytucji z 1787. Przedtem, od czasu zakończonej kilka lat wcześniej wojny o niepodległość Stanów Zjednoczonych, ograniczona władza wykonawcza należała do prezydenta Kongresu Kontynentalnego.
W wyborach wzięło udział mniej niż 1,3% ludności. Prezydenta wybierali bezpośrednio elektorzy nominowani przez administracje poszczególnych stanów, które ratyfikowały Konstytucję Stanów Zjednoczonych. Były to jedyne w historii Stanów Zjednoczonych wybory prezydenckie, które odbyły się na przełomie dwóch lat.
Zwycięzcą wyborów został były naczelny dowódca Armii Kontynentalnej w czasie wojny o niepodległość, George Washington. Na wiceprezydenta został wybrany dyplomata i były parlamentarzysta John Adams. Washington był jedynym kandydatem na prezydenta Stanów Zjednoczonych, na którego wszyscy elektorzy zagłosowali jednogłośnie, oraz jedynym bezpartyjnym zwycięzcą wyborów prezydenckich w Stanach Zjednoczonych.

## Tło historyczne
W 1787 na Konwencji Konstytucyjnej w Filadelfii została uchwalona Konstytucja Stanów Zjednoczonych, która zastąpiła istniejące dotąd Artykuły konfederacji i wieczystej unii. Nowy dokument ustanawiał urząd prezydenta i wiceprezydenta oraz określał pośredni sposób ich wyboru. Zgodnie z ideą autorów konstytucji, prezydent miał skutecznie sprawować władzę wykonawczą i jednocześnie nie przejawiać tendencji w kierunku monarchii lub dyktatury.
4 września 1787 Komisja Spraw Niedokończonych opracowała projekt ordynacji, zgodnie z którą przedstawiciela władzy wykonawczej mieli wybierać delegaci w organie zwanym Kolegium Elektorów.
Aby procedura wyboru prezydenta i wiceprezydenta mogła się rozpocząć, 9 stanów musiało ratyfikować Konstytucję Stanów Zjednoczonych. 21 czerwca 1788 stan New Hampshire uczynił to jako dziewiąty stan.

## Ordynacja wyborcza
13 września 1788 Kongres Konfederacyjny ustanowił ordynację wyborczą. Zgodnie z jego postanowieniem, 7 stycznia 1789 miał być dniem wyboru elektorów w poszczególnych stanach, a 4 lutego 1789, dniem, kiedy elektorzy wybiorą prezydenta i wiceprezydenta. Każdy elektor oddawał dwa głosy – na prezydenta i wiceprezydenta, jednak bez rozróżnienia. Osoba, która otrzymałaby w sumie najwięcej głosów, miała zostać prezydentem, a druga w kolejności wiceprezydentem. Elektorom nie wolno było oddawać głosów na dwóch kandydatów pochodzących z tego samego stanu, z którego pochodzi głosujący na nich elektor.

### Ordynacja w poszczególnych stanach
Konstytucja Stanów Zjednoczonych pozostawiła stanom decyzję o tym w jaki sposób elektorzy mają zostać wybrani. Tylko w Pensylwanii i Maryland wyboru dokonywano całkowicie w wyborach powszechnych. W pozostałych stanach lokalna legislatura dokonywała wyboru lub zatwierdzała wybór dokonany przez obywateli.
Karolina Północna i Rhode Island nie ratyfikowały jeszcze Konstytucji, w związku z czym nie przysługiwało im prawo do nominowania elektorów w 1789. Nowemu Jorkowi przypadało 8 elektorów, ale nie nominowano żadnego, ponieważ stanowa legislatura nie uchwaliła w wyznaczonym czasie ustawy o sposobie ich wyboru.
Decyzję o tym którzy obywatele Stanów Zjednoczonych będą uprawnieni do głosowania również pozostawiono samym stanom. Większość z nich swoją ordynację opierała na tej pochodzącej z okresu kolonialnego, która uprawniała do głosowania tylko wolnych białych mężczyzn wyznania protestanckiego, którzy płacili podatki, posiadali ziemię i ukończyli 21 lat. W sumie 6% ludności Stanów Zjednoczonych było uprawnionych do głosowania.
| Stan                | Liczba elektorów | Ordynacja |
| ------------------- | ---------------- | --- |
| New Hampshire       | 5                | 15 grudnia 1788 w wyborach powszechnych wybrano 10 kandydatów na elektorów, spośród których 7 stycznia 1789 stanowa legislatura wybrała 5 elektorów.                        |
| Massachusetts       | 10               | 18 grudnia 1788 w ośmiu okręgach wybrano po jednym kandydacie na elektora w wyborach powszechnych. 7 stycznia 1789 stanowa legislatura wybrała dwóch dodatkowych elektorów. |
| Connecticut         | 7                | 7 stycznia 1789 stanowa legislatura wybrała 7 elektorów. |
| New Jersey          | 6                | 7 stycznia 1789 gubernator New Jersey i Tajna Rada wybrali 6 elektorów. |
| Delaware            | 3                | 7 stycznia 1789 trzech elektorów zostało wybranych w trzech okręgach wyborczych. 24 stycznia 1789 Tajna Rada stanu zatwierdziła wybór.                                      |
| Pensylwania         | 10               | 7 stycznia 1789 w wyborach powszechnych wybrano 10 elektorów. |
| Maryland            | 8                | W dniach 7-10 stycznia 1789 w wyborach powszechnych wybrano 8 elektorów. |
| Wirginia            | 12               | 7 stycznia 1789 w dwunastu okręgach wybrano po jednym kandydacie na elektora w wyborach powszechnych.                                                                       |
| Karolina Południowa | 7                | 7 stycznia 1789 stanowa legislatura wybrała 7 elektorów. |
| Georgia             | 5                | 7 stycznia 1789 stanowa legislatura wybrała 5 elektorów. |
| Razem               | 73               | |

## Przebieg kampanii
Głównym kandydatem na prezydenta był George Washington, dowódca powstania w czasie wojny o niepodległość Stanów Zjednoczonych i jeden z autorów Konstytucji. Jego zwycięstwo w tych wyborach było powszechnie uważane za pewne od samego początku. On sam nie prowadził kampanii wyborczej i wyrażał wątpliwość, czy objąłby urząd, gdyby został wybrany. W listach pisał, że wolałby pozostać osobą prywatną, a ubieganie się o urząd prezydenta byłoby z jego strony niehonorowe. Zgodził się jednak kandydować za namową innych, między innymi Alexandra Hamiltona i Marie Josepha de La Fayette'a.
Większość federalistów zgadzała się, że John Adams powinien być wiceprezydentem. Cieszący się poszanowaniem polityk Alexander Hamilton obawiał się, że Adams mógłby zremisować z George’em Washingtonem, a nawet wygrać wybory. Hamilton uważał, że taki wynik byłby kompromitujący dla Washingtona i nowego systemu wyborczego, dlatego namawiał część elektorów, by nie głosowała na Adamsa, chcąc doprowadzić do sytuacji, w której Adams zdobyłby o połowę mniej głosów, niż Washington.

## Kandydaci
Początkowo w Stanach Zjednoczonych nie było partii politycznych. Istniał jednak podział na zwolenników Konstytucji, zwanych federalistami, i jej przeciwników, zwanych antyfederalistami.

### Federaliści

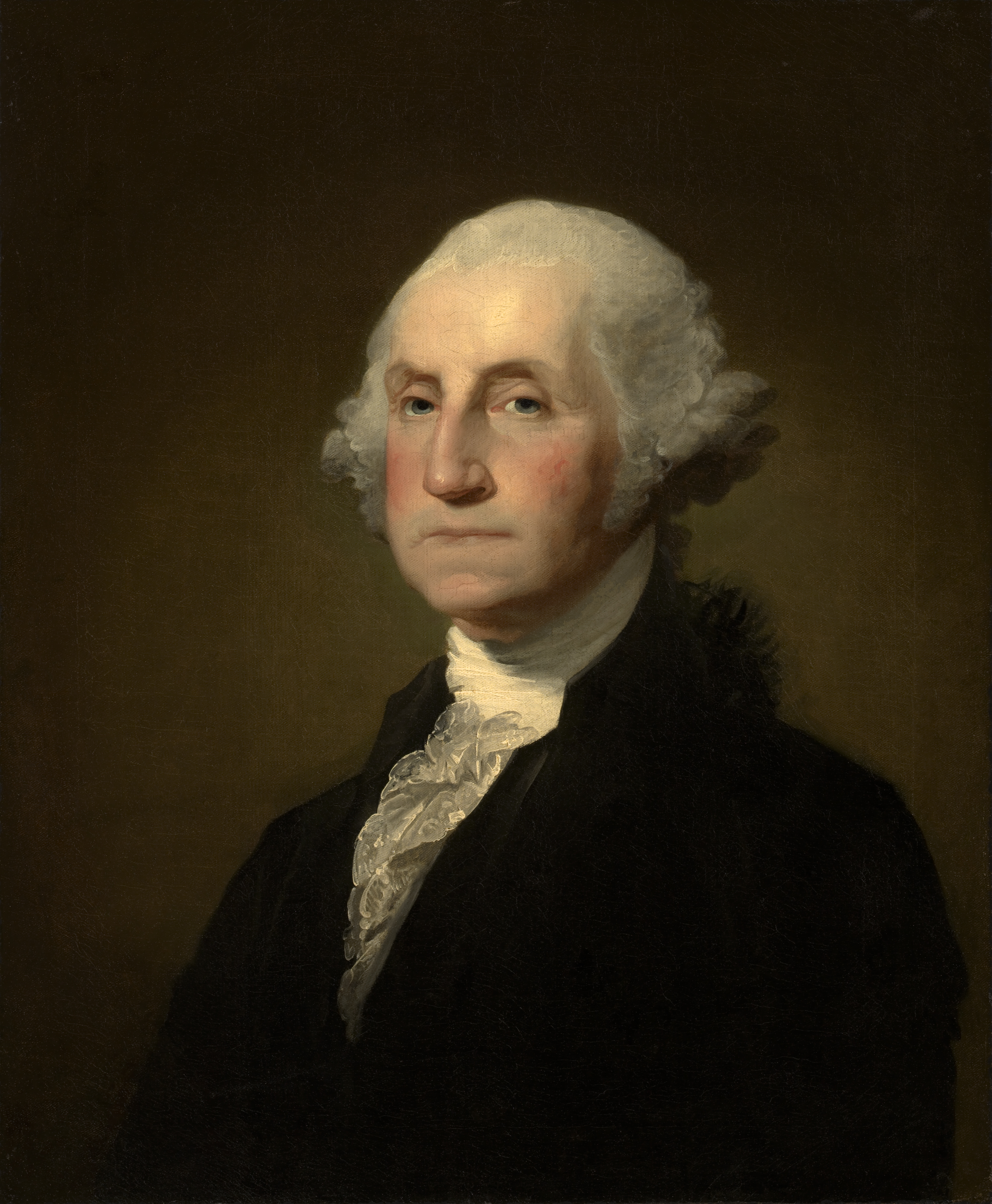
George Washington
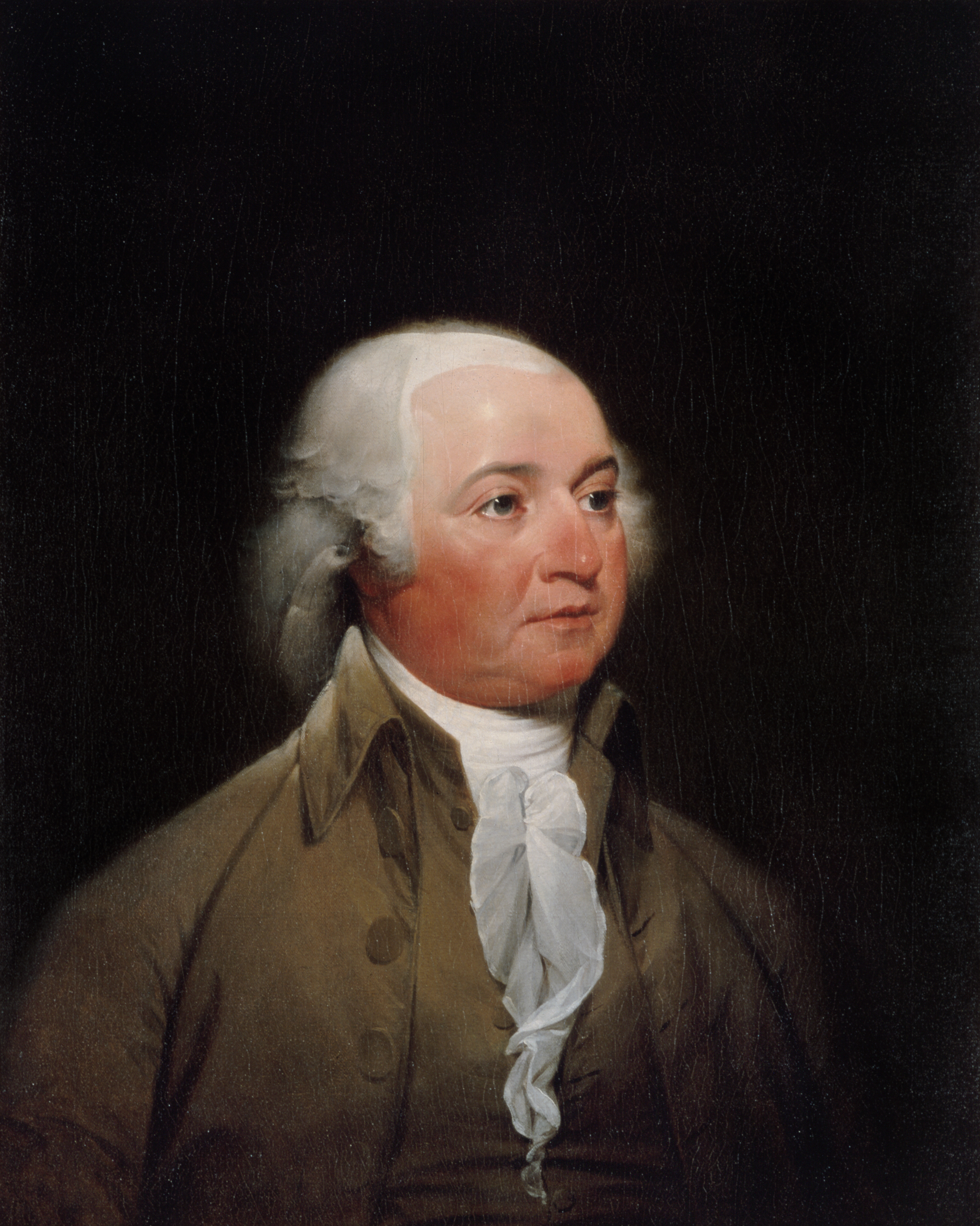
John Adams
James Armstrong
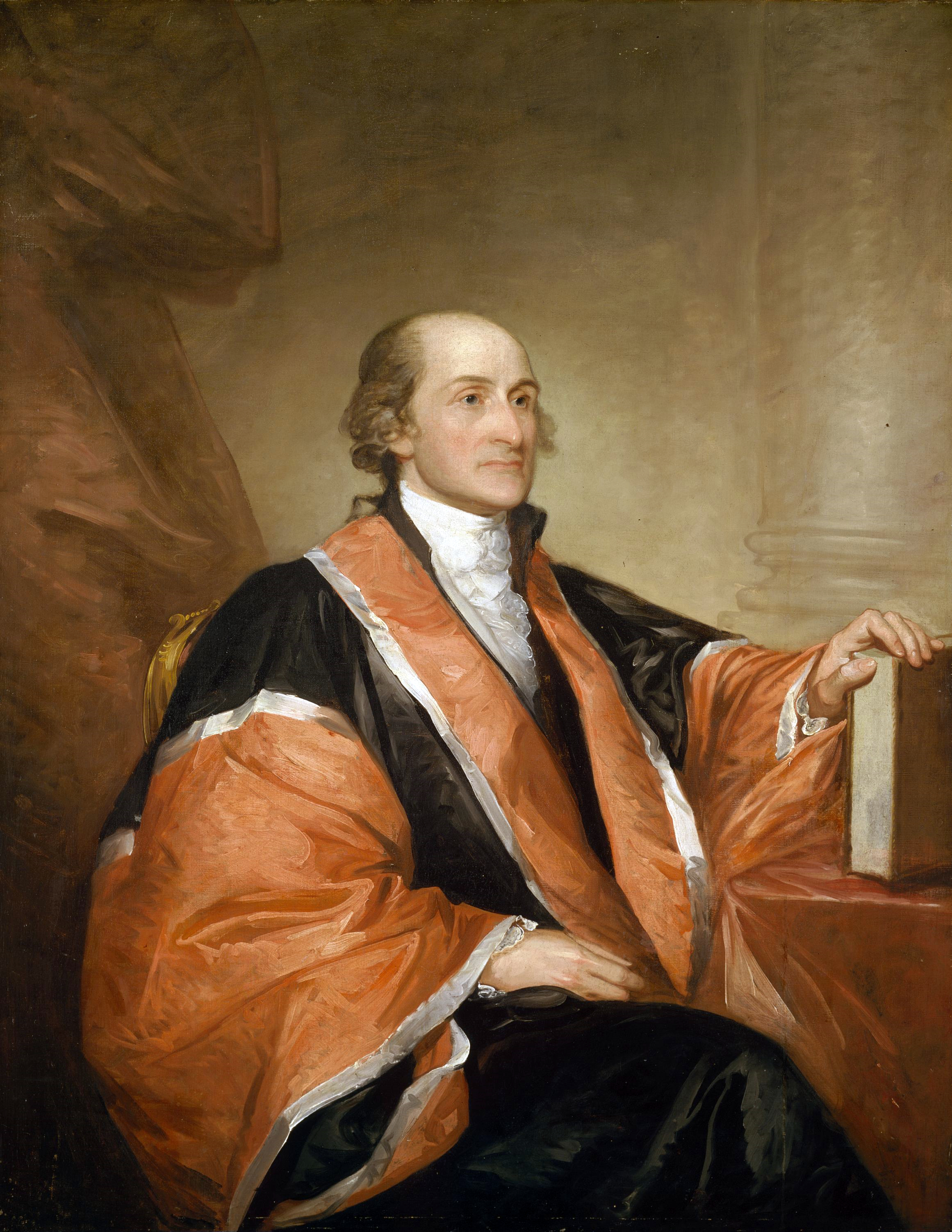
John Jay
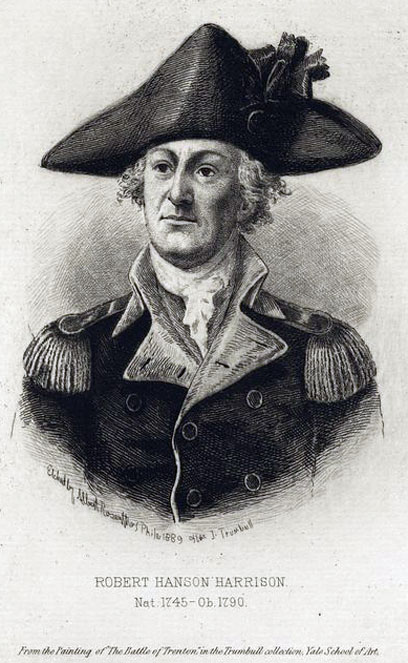
Robert H. Harrison
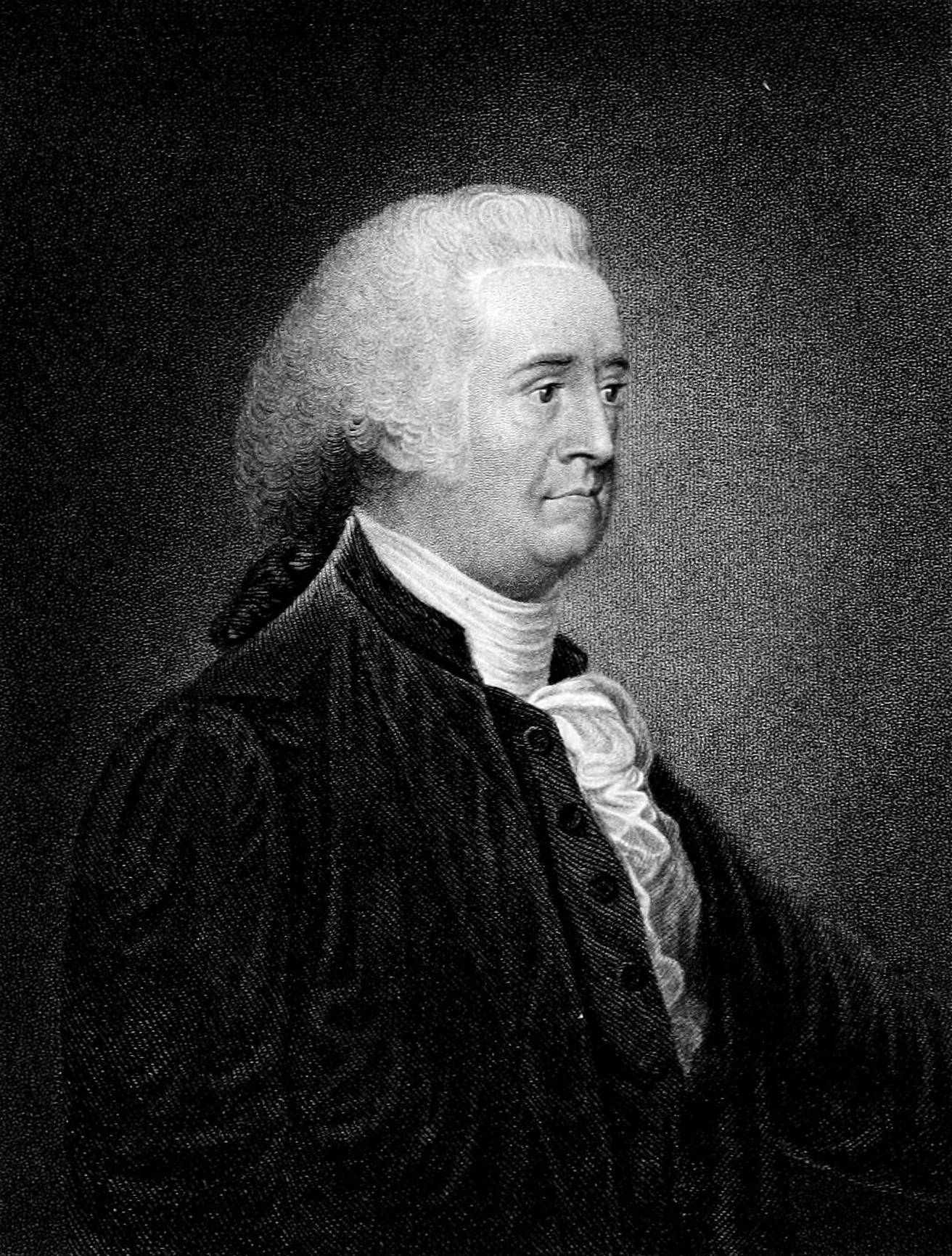
John Rutledge
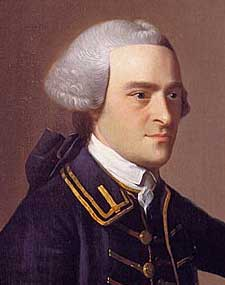
John Hancock
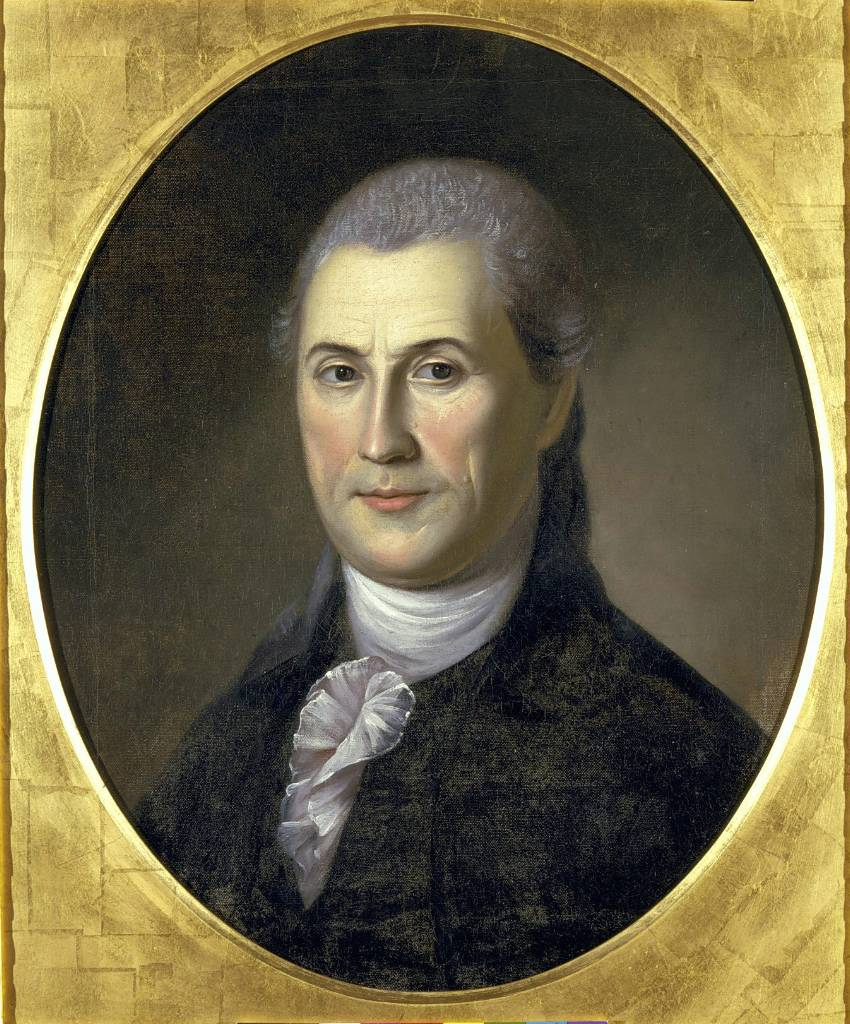
Samuel Huntington
John Milton
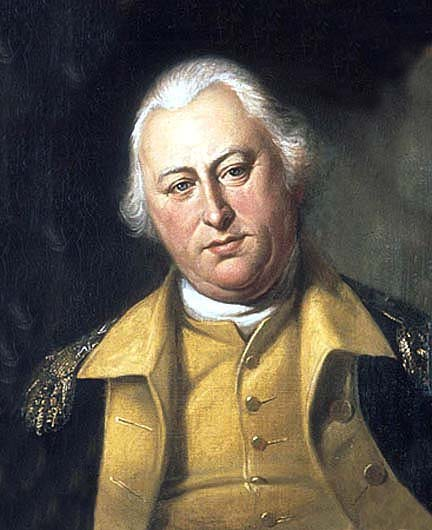
Benjamin Lincoln

### Antyfederaliści

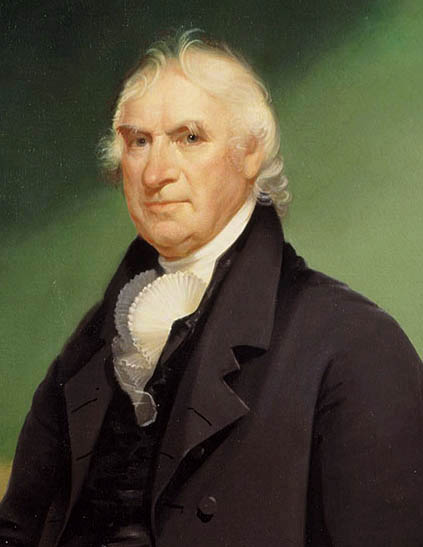
George Clinton
Edward Telfair

## Wyniki wyborów

Mapa wyborcza Stanów Zjednoczonych w 1789 roku. Liczba na mapie określa liczbę głosów stanu w Kolegium Elektorów

### Głosowanie powszechne
Głosowanie powszechne miało miejsce między 15 grudnia 1788 a 10 stycznia 1789. Były to jedyne wybory w historii Stanów Zjednoczonych, które odbyły się na przełomie dwóch lat.
W głosowaniu powszechnym wzięło udział 38 818 osób, czyli mniej, niż 1,3% ludności ówczesnych Stanów Zjednoczonych, co przy około 6% ludności uprawnionej do głosowania oznacza frekwencję na poziomie ~22%.
Elektorzy federalistyczni popierali George’a Washingtona. Opozycja wobec Washingtona pochodziła głównie z Maryland (2 280 głosów) i Pensylwanii (672 głosów).
| Frakcja                       | Głosy  | %     |
| ----------------------------- | ------ | ----- |
| Elektorzy federalistyczni     | 35 866 | 92,20 |
| Elektorzy antyfederalistyczni | 2 952  | 7,60  |
| Razem                         | 38 818 | 100   |

### Kolegium Elektorów
Choć łącznie wybierano 73 elektorów, na głosowanie Kolegium zjawiło się 69. Dwóch elektorów z Marylandu i jeden z Wirginii nie dotarło na spotkanie w wyznaczonym czasie, a w jednym z okręgów wyborczych w Wirginii nie podano w wyznaczonym czasie wyników wyborów.
4 lutego 1789 odbyło się głosowanie Kolegium.
George Washington był jedynym prezydentem w historii Stanów Zjednoczonych, który został wybrany jednogłośnie przez Kolegium Elektorów. Aby wygrać potrzebował 35 głosów, a otrzymał wszystkie 69. Drugie miejsce zajął federalista John Adams, otrzymując 34 głosy. Kolejne miejsca zajęli: John Jay (9 głosów), Robert H. Harrison i John Rutledge (po 6 głosów) oraz John Hancock (4 głosy). Senat ratyfikował wybory 4 kwietnia 1789.
W wyniku głosowania George Washington został pierwszym prezydentem Stanów Zjednoczonych i został zaprzysiężony 30 kwietnia 1789 w ówczesnej stolicy kraju – Nowym Jorku.
| Stan \ Kandydat     | George Washington | John Adams | John Jay | Robert H. Harrison | John Rutledge | John Hancock | George Clinton | Samuel Huntington | John Milton | James Armstrong | Benjamin Lincoln | Edward Telfair | Razem |
| ------------------- | ----------------- | ---------- | -------- | ------------------ | ------------- | ------------ | -------------- | ----------------- | ----------- | --------------- | ---------------- | -------------- | ----- |
| Connecticut         | 7                 | 5          | –        | –                  | –             | –            | –              | 2                 | –           | –               | –                | –              | 14    |
| Delaware            | 3                 | –          | 3        | –                  | –             | –            | –              | –                 | –           | –               | –                | –              | 6     |
| Georgia             | 5                 | –          | –        | –                  | –             | –            | –              | –                 | 2           | 1               | 1                | 1              | 10    |
| Karolina Południowa | 7                 | –          | –        | –                  | 6             | 1            | –              | –                 | –           | –               | –                | –              | 14    |
| Maryland            | 6                 | –          | –        | 6                  | –             | –            | –              | –                 | –           | –               | –                | –              | 12    |
| Massachusetts       | 10                | 10         | –        | –                  | –             | –            | –              | –                 | –           | –               | –                | –              | 20    |
| New Hampshire       | 5                 | 5          | –        | –                  | –             | –            | –              | –                 | –           | –               | –                | –              | 10    |
| New Jersey          | 6                 | 1          | 5        | –                  | –             | –            | –              | –                 | –           | –               | –                | –              | 12    |
| Pensylwania         | 10                | 8          | –        | –                  | –             | 2            | –              | –                 | –           | –               | –                | –              | 20    |
| Wirginia            | 10                | 5          | 1        | –                  | –             | 1            | 3              | –                 | –           | –               | –                | –              | 20    |
| Łącznie             | 69                | 34         | 9        | 6                  | 6             | 4            | 3              | 2                 | 2           | 1               | 1                | 1              | 69    |